# Microcalcarifera melanocausta
Microcalcarifera melanocausta là một loài bướm đêm trong họ Geometridae.